# Građanski nogometni klub Dinamo Zagreb 2017-2018
Questa voce raccoglie le informazioni riguardanti il Građanski nogometni klub Dinamo Zagreb nelle competizioni ufficiali della stagione 2017-2018.

## Stagione
La stagione si aprì con l'eliminazione prematura dall'UEFA Europa League 2017-2018 per mano degli albanesi del Skënderbeu (che ebbero la meglio solo in virtù della regola dei gol in trasferta). Per la prima volta dal 2006 la Dinamo fallì la qualificazione alla fase a gironi di una competizione UEFA.
La Dinamo, nonostante la netta flessione nella seconda parte di campionato, riuscì a conquistare il diciannovesimo titolo di campione di Croazia. Alla ventunesima giornata era imbattuto e in vetta con 12 punti di vantaggio sull'Hajduk e 15 sul Rijeka ma nelle quattro giornate successive conquistò solo tre punti (una vittoria e tre sconfitte, di cui due rimediate negli scontri diretti con Hajduk e Rijeka) permettendo all'Hajduk e al Rijeka di accorciare il distacco a sei e a nove punti rispettivamente. In conseguenza di queste tre sconfitte l'allenatore Mario Cvitanović diede le dimissioni il 10 marzo, e gli subentrò Nikola Jurčević. La Dinamo si riprese conquistando 10 punti nelle successive quattro partite, ma la sconfitta interna contro l'Osijek alla trentesima giornata avvicinò l'Hajduk a cinque punti proprio alla vigilia dello scontro diretto a Spalato. Tuttavia la Dinamo riuscì nell'impresa di espugnare il campo dell'Hajduk portando il distacco su spalatini e fiumani a otto e nove punti rispettivamente a cinque giornate dal termine. Il campionato sembrava chiuso, ma la Dinamo nelle successive tre partite conquistò un solo punto permettendo a Rijeka e Hajduk di riavvicinarsi a quattro e cinque punti a due giornate dal termine. Alla penultima giornata la crisi di risultati continuò, con la sconfitta contro il Rudeš, ma la Dinamo conquistò comunque il titolo di campione con una giornata d'anticipo in virtù dei pareggi di Rijeka e Hajduk contro Cibalia e Osijek rispettivamente; il Rijeka, distante solo tre punti a una giornata dal termine, poteva ancora raggiungerli per numero di punti ma anche in quel caso il titolo sarebbe stato assegnato alla Dinamo in quanto aveva segnato un numero maggiore di gol in trasferta negli scontri diretti (nei quali si aveva una perfetta parità sia nel numero di punti sia nella differenza reti). Nonostante la vittoria del titolo, la crisi di risultati portò, in data 14 maggio, all'esonero di Nikola Jurčević, dopo appena 65 giorni. Gli subentrò Nenad Bjelica, che firmò un contratto biennale. La Dinamo vinse la hrvatski nogometni kup 2017-2018, imponendosi in finale sul Hajduk Spalato, e centrando dunque il double campionato-coppa nazionale.
In data 6 giugno 2018, tuttavia, l'ex dirigente del club, Zdravko Mamić, fu condannato a sei anni e mezzo di carcere per corruzione. Nello stesso giorno, il club pubblicò una dichiarazione sul proprio sito ufficiale, nella quale si dichiararono "sconvolti" per il verdetto, affermando di "credere fermamente" nell'innocenza di Zdravko Mamić e degli altri condannati.

## Rosa
Aggiornata al 30 aprile 2018
| N. |                                 | Ruolo | Calciatore              |
| -- | ------------------------------- | ----- | ----------------------- |
| 1  | Croazia (bandiera)              | P     | Danijel Zagorac         |
| 2  | Algeria (bandiera)              | A     | El Arbi Hillel Soudani  |
| 3  | Croazia (bandiera)              | D     | Borna Sosa              |
| 4  | Mali (bandiera)                 | C     | Tongo Doumbia           |
| 5  | Macedonia del Nord (bandiera)   | C     | Arijan Ademi (capitano) |
| 6  | Rep. Ceca (bandiera)            | D     | Jan Lecjaks             |
| 7  | Spagna (bandiera)               | C     | Dani Olmo               |
| 8  | Bosnia ed Erzegovina (bandiera) | C     | Izet Hajrović           |
| 9  | Croazia (bandiera)              | A     | Mario Budimir           |
| 10 | Croazia (bandiera)              | C     | Ante Ćorić              |
| 11 | Svizzera (bandiera)             | A     | Mario Gavranović        |
| 13 | Kosovo (bandiera)               | D     | Amir Rrahmani           |
| 14 | Bosnia ed Erzegovina (bandiera) | C     | Amer Gojak              |
| 15 | Bosnia ed Erzegovina (bandiera) | A     | Armin Hodžić            |

| N. |                     | Ruolo | Calciatore        |
| -- | ------------------- | ----- | ----------------- |
| 19 | Croazia (bandiera)  | C     | Ivan Fiolić       |
| 20 | Iran (bandiera)     | D     | Sadegh Moharrami  |
| 21 | Brasile (bandiera)  | D     | Gabriel           |
| 22 | Albania (bandiera)  | A     | Endri Çekiçi      |
| 24 | Croazia (bandiera)  | C     | Karlo Muhar       |
| 25 | Croazia (bandiera)  | C     | Neven Đurasek     |
| 26 | Croazia (bandiera)  | D     | Filip Benković    |
| 27 | Croazia (bandiera)  | C     | Nikola Moro       |
| 30 | Slovenia (bandiera) | D     | Petar Stojanović  |
| 31 | Croazia (bandiera)  | D     | Marko Lešković    |
| 33 | Croazia (bandiera)  | P     | Marko Mikulić     |
| 40 | Croazia (bandiera)  | P     | Dominik Livaković |
| 55 | Croazia (bandiera)  | D     | Dino Perić        |
| 77 | Romania (bandiera)  | D     | Alexandru Mățel   |

## Risultati

### Prva HNL
| Arbitro: | Tihomir Pejin |

|                       |           |  |
| Moro 23’ Benković 40’ | Marcatori |  |

| Arbitro: | Andrej Burilo |

|                                                |           |  |
| Hodžić 11’ (rig.), 43’ Fernandes 24’ Ćorić 70’ | Marcatori |  |

| Arbitro: | Ivan Bebek |

|           |           |          |
| Grgić 18’ | Marcatori | 39’ Moro |

| Arbitro: | Mario Zebec |

|                               |           |           |
| Ćorić 8’ Olmo 78’ Soudani 80’ | Marcatori | 64’ Nižić |

| Arbitro: | Tihomir Pejin |

|  |           |                           |
|  | Marcatori | 11’, 40’ (rig.) Fernandes |

| Arbitro: | Igor Pajač |

|                         |           |  |
| Fiolić 20’ Rhahmani 66’ | Marcatori |  |

| Arbitro: | Marko Matoc |

|  |           |                       |
|  | Marcatori | 30’, 60’, 71’ Soudani |

| Arbitro: | Igor Križarić |

|                                               |           |                       |
| Henríquez 24’ (rig.) Benković 59’ Soudani 84’ | Marcatori | 81’ Lulić 88’ Budimir |

| Arbitro: | Mario Zebec |

|           |           |                                      |
| Šarić 31’ | Marcatori | 3’ Henríquez 12’ Soudani 55’ Doumbia |

| Pola 24 settembre 2017, ore 17:00 CET 10ª giornata | Istria 1961 | 0 – 0 referto | Dinamo Zagabria | Stadio Aldo Drosina (1 435 spett.)\| Arbitro: \| Marko Matoc \| |
| Arbitro:                                           | Marko Matoc |               |                 |                                                                 |

| Arbitro: | Igor Križarić |

|                    |           |                                                  |
| Karamarko 47’, 63’ | Marcatori | 18’, 88’ Olmo 25’, 51’ (rig.) Soudani 82’ Hodžić |

| Arbitro: | Mario Zebec |

|                 |           |            |
| Henríquez 90+4’ | Marcatori | 17’ Grezda |

| Arbitro: | Tihomir Pejin |

|                         |           |                            |
| Erceg 38’, 90+4’ (rig.) | Marcatori | 88’ Benković 90’ Henríquez |

| Arbitro: | Igor Pajač |

|                           |           |           |
| Moro 29’ Soudani 49’, 89’ | Marcatori | 9’ Acosty |

| Arbitro: | Mario Zebec |

|  |           |           |
|  | Marcatori | 89’ Gojak |

| Arbitro: | Duje Strukan |

|                        |           |  |
| Fiolić 18’ Lecjaks 90’ | Marcatori |  |

| Arbitro: | Mario Zebec |

|             |           |            |
| Kamenar 44’ | Marcatori | 72’ Hodžić |

| Arbitro: | Igor Križarić |

|          |           |  |
| Olmo 83’ | Marcatori |  |

| Arbitro: | Dario Bel |

|                                                  |           |                |
| Moro 20’ Soudani 38’ Ćorić 78’ Hodžić 83’, 90+2’ | Marcatori | 49’ Maksimović |

| Arbitro: | Andrej Burilo |

|               |           |  |
| Henríquez 79’ | Marcatori |  |

| Arbitro: | Igor Pajač |

|                      |           |                                     |
| Grezda 74’ Boban 77’ | Marcatori | 15’ Soudani 38’, 68’ Ademi 57’ Olmo |

| Arbitro: | Tihomir Pejin |

|  |           |             |
|  | Marcatori | 53’ Ohandza |

| Arbitro: | Damir Batinić |

|                                       |           |                |
| Héber 19’, 60’ Pavičić 48’ Puljić 87’ | Marcatori | 16’ Gavranović |

| Arbitro: | Igor Križarić |

|                |           |  |
| Gavranović 50’ | Marcatori |  |

| Arbitro: | Marko Matoc |

|          |           |                                               |
| Olmo 25’ | Marcatori | 9’ (rig.), 60’ (rig.) Majer 44’, 67’ Kastrati |

| Arbitro: | Bruno Marić |

|                           |           |  |
| Gavranović 45+1’ Olmo 66’ | Marcatori |  |

| Zaprešić 31 marzo 2018, ore 19:00 CET 27ª giornata | Inter Zaprešić | 0 – 0 referto | Dinamo Zagabria | Stadio Ivan Laljak-Ivić (631 spett.)\| Arbitro: \| Bruno Marić \| |
| Arbitro:                                           | Bruno Marić    |               |                 |                                                                   |

| Arbitro: | Igor Križarić |

|  |           |                                                         |
|  | Marcatori | 23’ Soudani 50’ (rig.) Olmo 85’ Fiolić 90+1’ Gavranović |

| Arbitro: | Duje Strukan |

|  |           |                  |
|  | Marcatori | 72’, 89’ Soudani |

| Arbitro: | Ivan Bebek |

|  |           |           |
|  | Marcatori | 15’ Boban |

| Arbitro: | Mario Zebec |

|            |           |                     |
| Caktaš 25’ | Marcatori | 14’, 59’ Gavranović |

| Arbitro: | Bruno Marić |

|  |           |            |
|  | Marcatori | 39’ Acosty |

| Arbitro: | Ivan Bebek |

|                           |           |                            |
| Ivanovski 14’ Vidović 68’ | Marcatori | 45+3’ Budimir 87’ Benković |

| Arbitro: | Igor Križarić |

|                                         |           |                    |
| Radonjić 4’ Krstanović 13’ Šunjić 90+2’ | Marcatori | 66’ (rig.) Soudani |

| Arbitro: | Fran Jović |

|                      |           |  |
| Anderson Emanuel 87’ | Marcatori |  |

| Arbitro: | Bruno Marić |

|                                 |           |                  |
| Soudani 21’ Gavranović 41’, 61’ | Marcatori | 89’ (aut.) Ademi |

### Coppa di Croazia
| Arbitro: | Igor Križarić (Čakovec) |

|  |           |                                                    |
|  | Marcatori | 2’ Hodžić 24’, 64’ Fiolić 81’ Olmo 89’, 90’ Jurilj |

| Arbitro: | Marko Matoc (Zaprešić) |

|  |                      |  |
|  | Tiri di rigore 2 – 3 |  |

| Arbitro: | Damir Batinić (Osijek) |

|                                   |           |                                  |
| Henríquez 35’, 43’, 69’ Ademi 48’ | Marcatori | 52’ (aut.) Sigali 88’ Maksimović |

| Arbitro: | Mario Zebec (Cestica) |

|                                    |           |  |
| Hajrović 24’ Soudani 80’ Ćorić 82’ | Marcatori |  |

| Arbitro: | Mario Zebec (Cestica) |

|                |           |  |
| Gavranović 55’ | Marcatori |  |

### UEFA Europa League
| Arbitro: | Manuel Schuettengruber |

|                              |           |                |
| Ar. Hodžić 31’ Fernándes 41’ | Marcatori | 20’ Mladenovic |

| Skien 3 agosto 2017, ore 18:30 CEST Terzo turno preliminare | Odd             | 0 – 0 referto | Dinamo Zagabria | Odd (4 270 spett.)\| Arbitro: \| Anatolij Abdula \| |
| Arbitro:                                                    | Anatolij Abdula |               |                 |                                                     |

| Arbitro: | Andris Treimanis |

|                 |           |            |
| Henríquez 90+5’ | Marcatori | 37’ Latifi |

| Elbasan 24 agosto 2017, ore 20:00 CEST Playoff | Skënderbeu | 0 – 0 referto | Dinamo Zagabria | Elbasan Arena (11 230 spett.)\| Arbitro: \| István Vad \| |
| Arbitro:                                       | István Vad |               |                 |                                                           |

## Statistiche

### Statistiche di squadra
| Competizione       | Punti | In casa | In casa | In casa | In casa | In casa | In casa | In trasferta | In trasferta | In trasferta | In trasferta | In trasferta | In trasferta | Totale | Totale | Totale | Totale | Totale | Totale | DR  |
| Competizione       | Punti | G       | V       | N       | P       | Gf      | Gs      | G            | V            | N            | P            | Gf           | Gs           | G      | V      | N      | P      | Gf     | Gs     | DR  |
| ------------------ | ----- | ------- | ------- | ------- | ------- | ------- | ------- | ------------ | ------------ | ------------ | ------------ | ------------ | ------------ | ------ | ------ | ------ | ------ | ------ | ------ | --- |
| 1. HNL             | 73    | 18      | 13      | 1       | 4       | 34      | 14      | 18           | 9            | 6            | 3            | 34           | 20           | 36     | 22     | 7      | 7      | 68     | 34     | +34 |
| Coppa di Croazia   | -     | 2       | 2       | 0       | 0       | 7       | 2       | 2            | 1            | 1            | 0            | 6            | 0            | 5      | 4      | 1      | 0      | 14     | 2      | +12 |
| UEFA Europa League | -     | 2       | 1       | 1       | 0       | 3       | 2       | 2            | 0            | 2            | 0            | 0            | 0            | 4      | 1      | 3      | 0      | 3      | 2      | +1  |
| Totale             | -     | 22      | 16      | 2       | 4       | 44      | 18      | 22           | 10           | 9            | 3            | 40           | 20           | 45     | 27     | 11     | 7      | 85     | 38     | +47 |

### Andamento in campionato
| Giornata  | 1 | 2 | 3 | 4 | 5 | 6 | 7 | 8 | 9 | 10 | 11 | 12 | 13 | 14 | 15 | 16 | 17 | 18 | 19 | 20 | 21 | 22 | 23 | 24 | 25 | 26 | 27 | 28 | 29 | 30 | 31 | 32 | 33 | 34 | 35 | 36 |
| --------- | - | - | - | - | - | - | - | - | - | -- | -- | -- | -- | -- | -- | -- | -- | -- | -- | -- | -- | -- | -- | -- | -- | -- | -- | -- | -- | -- | -- | -- | -- | -- | -- | -- |
| Luogo     | C | C | T | C | T | C | T | C | T | T  | T  | C  | T  | C  | T  | C  | T  | C  | C  | C  | T  | C  | T  | C  | C  | C  | T  | T  | T  | C  | T  | C  | T  | T  | T  | C  |
| Risultato | V | V | N | V | V | V | V | V | V | N  | V  | N  | N  | V  | V  | V  | N  | V  | V  | V  | V  | P  | P  | V  | P  | V  | N  | V  | V  | P  | V  | P  | N  | P  | P  | V  |
| Posizione | 3 | 1 | 2 | 1 | 1 | 1 | 1 | 1 | 1 | 1  | 1  | 1  | 1  | 1  | 1  | 1  | 1  | 1  | 1  | 1  | 1  | 1  | 1  | 1  | 1  | 1  | 1  | 1  | 1  | 1  | 1  | 1  | 1  | 1  | 1  | 1  |

Fonte:  1. HNL 2017/2018, su weltfussball.de.
Legenda:

Luogo: C = Casa; T = Trasferta. Risultato: V = Vittoria; N = Pareggio; P = Sconfitta.